# KS Teuta Durrës
Klubi Futbollit Teuta Durrës, zum Teil auch noch als Klubi Sportiv Teuta Durrës bezeichnet, ist ein albanischer Fußballverein aus der Hafenstadt Durrës.
Der Verein, dessen größte Erfolge die Gewinne der albanischen Meisterschaft 1994 und 2021 sind, spielt in der höchsten Liga.
Teuta Durrës spielt im 12.000 Zuschauer fassenden Stadion Niko Dovana.

## Geschichte
Der Verein wurde 1920 unter dem Namen KS Urani gegründet, aber bereits zwei Jahre später in SK Durrës umbenannt. 1930 erhielt er erstmals den heutigen Namen, als Teuta Durrës in der ersten Meisterschaft mitspielte. Nach dem Krieg erhielt der Verein 1946 den Namen KS Ylli i Kuq Durrës, 1948 wurde er in Durrës umbenannt. Diesen Namen behielt er nur zwei Jahre um sich in Puna Durrës umzubenennen. 1958 erhielt der Klub den Namen KS Lokomotiva Durrës und schaffte 1959 den Wiederaufstieg in die erste Liga. Dem Abstieg nach nur einem Jahr folgte der sofortige Wiederaufstieg. Seither spielt man in der ersten Liga. 1991 erhielt der Verein seinen heutigen Namen zurück. Nach dem Gewinn der bisher einzigen Meisterschaft im Jahr 1994, spielte Teuta Durrës in der folgenden Saison zum ersten Mal im Europapokal. Vier Titelgewinne im nationalen Pokalwettbewerb sowie zwei Vize-Meisterschaften führten zu weiteren Teilnahmen an europäischen Wettbewerben.

## Erfolge
- Kategoria Superiore (Albanische Meisterschaft)
  - Meister (2): 1994, 2021
  - Vizemeister (6): 1931, 1993, 1995, 1996, 2007, 2012
- Kupa e Shqipërisë (Albanischer Pokal)
  - Sieger (4): 1995, 2000, 2005, 2020
  - Finalist (6): 1957, 1975, 1994, 2001, 2003, 2007
- SuperKupa (Albanischer Supercup)
  - Sieger (2): 2020, 2021
  - Finalist (3): 1994, 2000, 2005

## Europapokalbilanz
| Saison  | Wettbewerb                    | Runde                  | Gegner                   | Gesamt    | Hin     | Rück    |
| ------- | ----------------------------- | ---------------------- | ------------------------ | --------- | ------- | ------- |
| 1994/95 | UEFA-Pokal                    | Vorrunde               | Apollon Limassol         | 3:8       | 1:4 (H) | 2:4 (A) |
| 1995/96 | Europapokal der Pokalsieger   | Qualifikation          | TPS Turku                | 3:1       | 0:1 (A) | 3:0 (H) |
| 1995/96 | Europapokal der Pokalsieger   | 1. Runde               | AC Parma                 | 0:4       | 0:2 (H) | 0:2 (A) |
| 1996/97 | UEFA-Pokal                    | Vorrunde               | 1. FC Košice             | 2:6       | 1:4 (H) | 1:2 (A) |
| 1999    | UEFA Intertoto Cup            | 1. Runde               | ÍA Akranes               | 3:6       | 1:5 (A) | 2:1 (H) |
| 2000/01 | UEFA-Pokal                    | Qualifikation          | SK Rapid Wien            | 0:6       | 0:2 (A) | 0:4 (H) |
| 2002    | UEFA Intertoto Cup            | 1. Runde               | FC Valletta              | 2:1       | 2:1 (A) | 0:0 (H) |
| 2002    | UEFA Intertoto Cup            | 2. Runde               | Gloria Bistrița          | 1:3       | 0:3 (A) | 1:0 (H) |
| 2004    | UEFA Intertoto Cup            | 1. Runde               | FK ZTS Dubnica           | 0:4       | 0:0 (H) | 0:4 (A) |
| 2005/06 | UEFA-Pokal                    | 1. Qualifikationsrunde | NK Široki Brijeg         | 3:4       | 3:1 (H) | 0:3 (A) |
| 2007/08 | UEFA-Pokal                    | 1. Qualifikationsrunde | Slaven Belupo Koprivnica | 4:8       | 2:6 (A) | 2:2 (H) |
| 2012/13 | UEFA Europa League            | 1. Qualifikationsrunde | Metalurgi Rustawi        | 1:9       | 0:3 (H) | 1:6 (A) |
| 2013/14 | UEFA Europa League            | 1. Qualifikationsrunde | FC Dacia Chișinău        | (a)3:3(a) | 3:1 (H) | 0:2 (A) |
| 2016/17 | UEFA Europa League            | 1. Qualifikationsrunde | FK Qairat Almaty         | 0:6       | 0:1 (H) | 0:5 (A) |
| 2019/20 | UEFA Europa League            | 1. Qualifikationsrunde | FK Ventspils             | 1:3       | 0:3 (A) | 1:0 (H) |
| 2020/21 | UEFA Europa League            | 1. Qualifikationsrunde | Beitar Jerusalem         | 2:0       | 2:0 (H) | 2:0 (H) |
| 2020/21 | UEFA Europa League            | 2. Qualifikationsrunde | FC Granada               | 0:4       | 0:4 (H) | 0:4 (H) |
| 2021/22 | UEFA Champions League         | 1. Qualifikationsrunde | Sheriff Tiraspol         | 0:5       | 0:4 (H) | 0:1 (A) |
| 2021/22 | UEFA Europa Conference League | 2. Qualifikationsrunde | Inter Club d’Escaldes    | 3:2       | 0:2 (H) | 3:0 (A) |
| 2021/22 | UEFA Europa Conference League | 3. Qualifikationsrunde | Shamrock Rovers          | 0:3       | 0:1 (A) | 0:2 (H) |

Gesamtbilanz: 37 Spiele, 9 Siege, 3 Unentschieden, 25 Niederlagen, 31:86 Tore (Tordifferenz −55)